# Кузнєцов Олександр Степанович
Олександр Степанович Кузнєцов (березень 1912, місто Юзівка, тепер Донецьк — ?) — радянський діяч, журналіст, міністр кінематографії Української РСР (1947—1951).

## Життєпис
У 1930 році закінчив гірничо-промислове училище в місті Сталіно.
У 1930—1931 роках — секретар районного комітету ЛКСМУ міста Сталіно.
Член ВКП(б) з 1931 року.
У 1932 році закінчив Комуністичний університет імені Артема.
У 1932—1933 роках — секретар Христинівського районного комітету ЛКСМУ Київської області.
У 1933—1935 роках — помічник начальника політичного відділу Коломацької машинно-тракторної стації (МТС) Харківської області по комсомолу.
У 1935—1937 роках — слухач Вищої школи пропагандистів при ЦК ВКП(б).
У 1937—1938 роках — завідувач піонерського відділу Харківського обласного комітету ЛКСМУ, редактор Харківської обласної комсомольської газети «Ленінська зміна».
У червні — грудні 1938 року — відповідальний редактор газети «Комсомолець України» (Київ).
У 1939—1940 роках — завідувач відділу культури і побуту редакції газети «Колгоспник України».
У 1940—1941 роках — головний редактор Української студії кінохроніки.
З червня 1941 року — в Радянській армії, учасник німецько-радянської війни. З червня 1941 року — начальник кіногрупи Південно-Західного, Південного фронтів. З грудня 1942 по березень 1943 року — начальник кіногрупи Донського, Сталінградського фронтів.
З березня 1943 по лютий 1944 року — директор Центральної студії кінохроніки в Москві.
З 1 березня 1944 по січень 1947 року — директор Української студії кінохроніки.
18 січня 1947 — 11 січня 1951 року — міністр кінематографії Української РСР.
З січня 1951 року — на навчанні.
З вересня 1953 року — начальник Головного управління кінофікації і кінопрокату Міністерства культури Української РСР.
Подальша доля невідома.
Автор сценарного плану (спільно з режисером Леонідом Варламовим) документального фільму «Сталінград» (1943). Був також співавтором сценарного плану (разом з Ю. Солнцевою) документального фільму «Перемога на Правобережній Україні» (1945). У 1947 році став спільно з Леонідом Первомайським автором сценарію документального фільму «Радянська Україна».

## Звання
- військовий інженер II рангу
- інженер-підполковник

## Нагороди
- орден Вітчизняної війни І ст. (9.03.1943)
- орден Червоної Зірки (12.02.1942)
- медаль «За оборону Сталінграда» (1943)
- медалі